# Rödkörvlar
Rödkörvlar (Torilis) är ett släkte i familjen flockblommiga växter. Släktets arter förekommer i gamla världen, många av dem kring Medelhavet och i Mellanöstern. I Sverige är arten rödkörvel bofast; knutkörvel, åkerkörvel, T. leptophylla och T. ucranica kan påträffas tillfälligt.

## Arter
Släktet har följande arter:

- Torilis africana
- Torilis arvensis (åkerkörvel)
- Torilis chrysocarpa
- Torilis elongata
- Torilis gaillardotii
- Torilis japonica (rödkörvel)
- Torilis leptocarpa
- Torilis leptophylla
- Torilis nodosa (knutkörvel)
- Torilis pseudonodosa
- Torilis scabra
- Torilis stocksiana
- Torilis tenella
- Torilis triradiata
- Torilis ucranica

## Bildgalleri

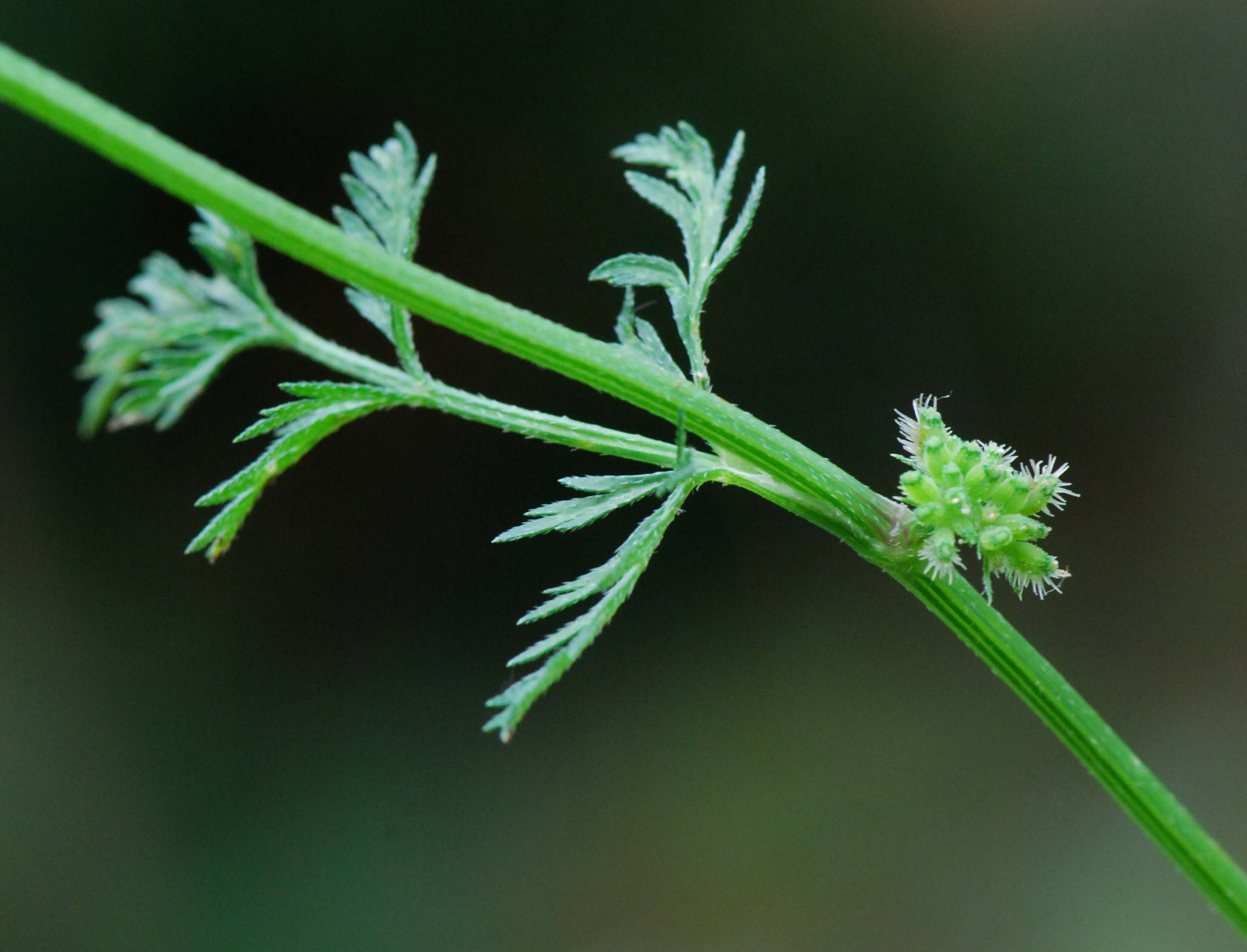
Knutkörvel
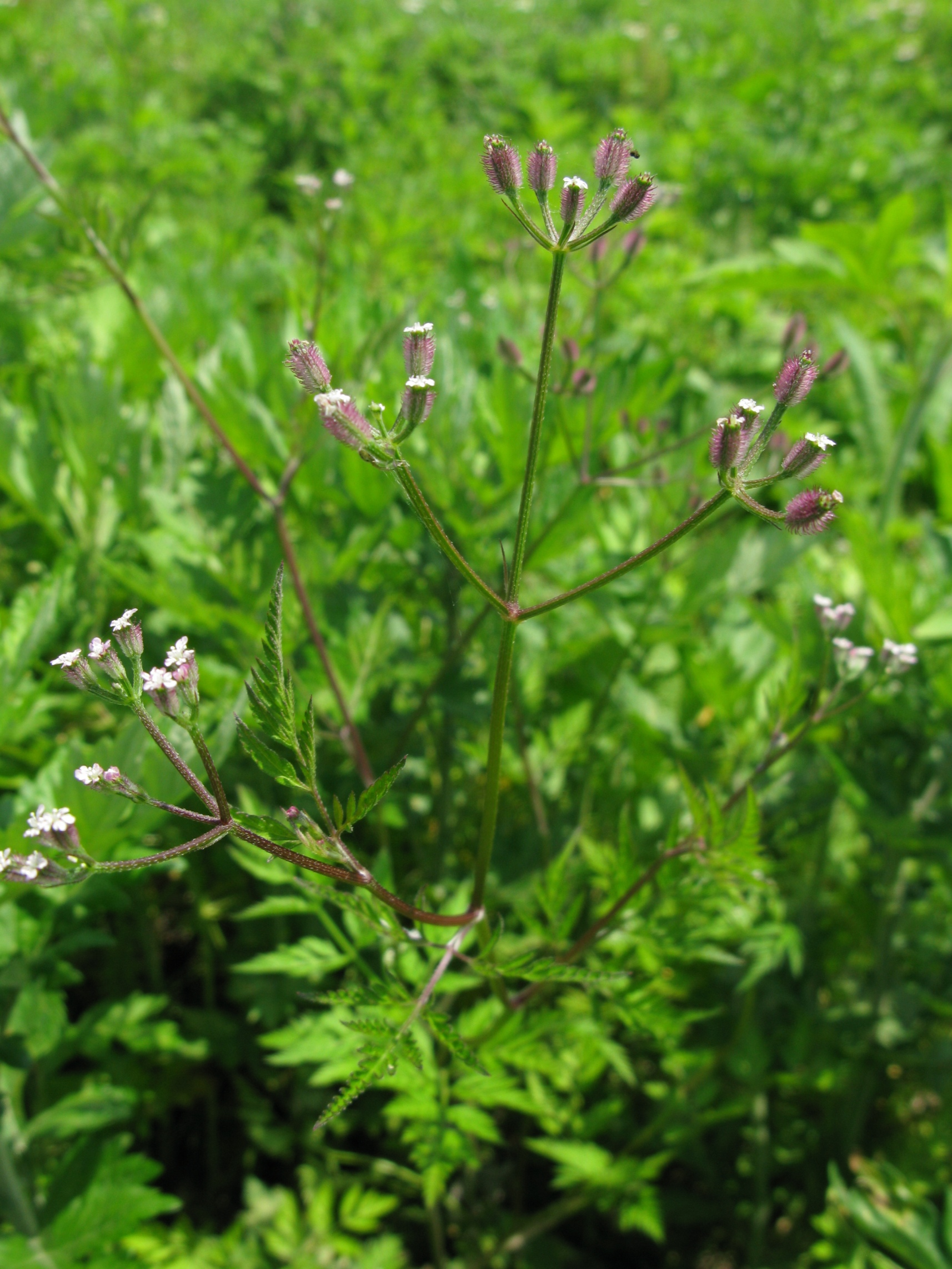
T. scabra
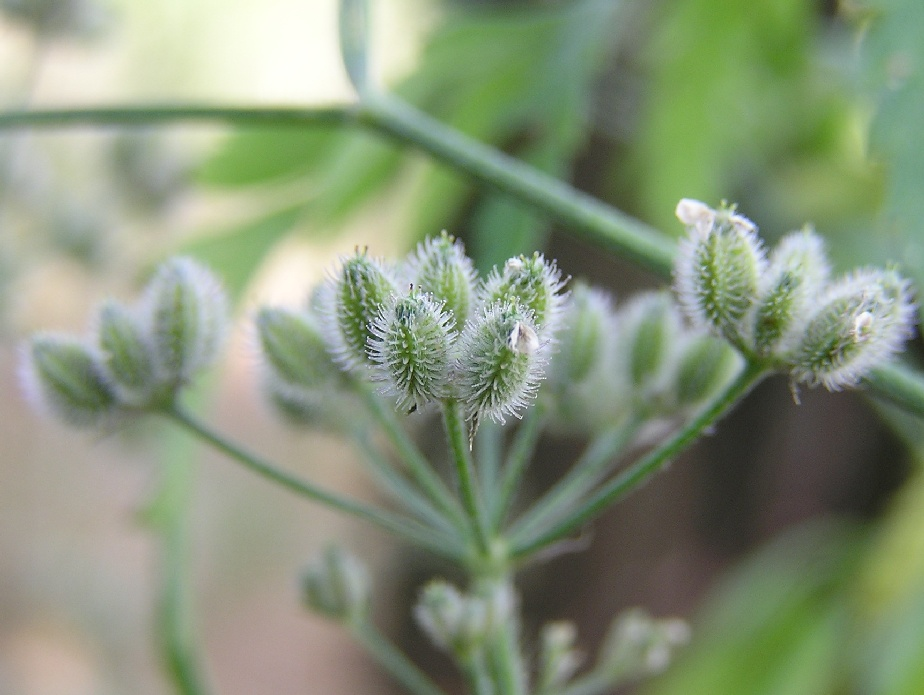
Åkerkörvel